# جاسوس × خانواده
جاسوس × خانواده (به انگلیسی: Spy × Family) (که به صورت SPY×FAMILY نیز نوشته می‌شود که × وسط خوانده نمی‌شود) مجموعه مانگای ژاپنی است که توسط تاتسیو اندو نوشته و تصویرسازی شده‌است. این مجموعه از مارس ۲۰۱۹ هر دو هفته یکبار در برنامه و وب‌سایت مجله شونن جامپ+ شوئیشا منتشر می‌شود و تا آپریل ۲۰۲۲، در نه جلد تانکوبون جمع‌آوری شده‌است و در آمریکای شمالی تحت مجوز ویز مدیا منتشر می‌شود.
در آوریل ۲۰۲۲، مجموعه تلویزیونی انیمه اقتباس شده از این اثر ساخته ویت استودیو و کلوورورکس در شبکه تی‌وی توکیو و ایستگاه‌های وابسته به آن پخش شد و تحت مجوز کرانچی‌رول در سراسر جهان منتشر شد. بخش دوم انیمه در اکتبر ۲۰۲۲ پخش شد.
تا اکتبر ۲۰۲۲، این مجموعه مانگا بیش از ۲۷ میلیون نسخه فروش داشته‌است.

## داستان
به منظور حفظ صلح بین کشورهای رقیب وستالیس و اوستانیا (که وستالیس و اوستانیا به ترتیب جهان‌های جایگزین آلمان غربی و آلمان شرقی هستند)، یک مأمور وستالیایی با نام رمز «گرگ و میش» وظیفه جاسوسی از دونوان دزموند، رهبر حزب وحدت ملی در اوستانیا را بر عهده می‌گیرد. بخاطر منزوی بودن دزموند، تنها راهی که گرگ و میش می‌تواند به او نزدیک شود این است که یک کودک را در همان مدرسه خصوصی که پسر دزموند در آنجا هست، ثبت نام کند و به عنوان والدین همکار به او نزدیک شود.
برای انجام این کار و ارائه تصویر یک خانواده شاد، او نام مستعار لوید فورجر را انتخاب می‌کند و یک دختر یتیم کودک به نام آنیا را به فرزندی قبول می‌کند و با زنی به نام یور بِرایر ازدواج می‌کند. بدون اینکه او متوجه شود، آنیا یک تله پات است و می‌تواند ذهن‌ها را بخواند و یور در واقع یک قاتل حرفه‌ای است. لوید و یور از هویت واقعی یکدیگر آگاه نیستند ولی آنیا حرفه واقعی آنها را می‌داند. گرگ و میش باید یاد بگیرد که نقش یک پدر و شوهر کامل را بازی کند تا مأموریت خود را به اتمام برساند.

## تولید
تاتسیو اندو و ویراستار او شین هِل‌لین بیش از ده سال است که با هم همکاری داشته‌اند. لین اولین ویراستار او در مجموعه Tistaبود. وقتی لین از بخش تحریریه جامپ اسکوئر به شونن جامپ + منتقل شد، اندو با خوشحالی او را قبول کرد و آنها شروع به توسعه کار جدید کردند. لین اشاره می‌کند که استقبال از ایده اولیه اثر در میان بخش تحریریه به قدری خوب بود که حتی قبل از برگزاری جلسه رسمی، سریال سازی آن عملاً قطعی شد.
بپیش نویس اولیه تحت عنوان خانواده جاسوس داده شد که به زبان ژاپنی نوشته شده بود. هنگام تصمیم‌گیری برای عنوان نهایی، اندو با بیش از ۱۰۰ گزینه روبرو شد، اما در نهایت آنها تصمیم گرفتند از همان عنوان استفاده کنند ولی به زبان انگلیسی و با یک «صلیب» در میان دو کلمه. قرار دادن × بخاطر تحت تأثیر گرفتن از مانگا هانتر × هانتر بود. دو اثر قبلی مانگاکا یعنی Tista و Gekka Bijin هر دو فضای تیره ای داشتند که ویراستار به اندو پیشنهاد کرد به خانواده × جاسوس فضای شادتری بدهد. آنیا از شخصیت اصلی Rengoku no Ashe الهام گرفته شده و تصمیم گرفته شد که ادراک فرا حسی او در اوایل مشخص شود. لین استفاده از شخصیت آنیا برای جلوه‌های کمدی مجموعه را به عنوان یکی از نقاط قوت سریال ذکر می‌کند. لین در مصاحبه ای گفت که این سریال در میان همه سنین و جنسیت‌ها خوانندگان زیادی دارد و به تصویرسازی مرتب و توانایی اندو در انتقال احساسات به عنوان بخشی از جذابیت مانگا اشاره می‌کند.